# Køreplan for Fred
Køreplanen for Fred – eller The Road map for peace – er en plan for løsningen af den israelsk-palæstinensiske konflikt, som blev foreslået af den såkaldte kvartet bestående af USA, EU, Rusland og FN.
Principperne bag planen blev lanceret af USA's præsident, George W. Bush i en tale den 24. juni 2002, hvor han annoncerede, at han støttede en uafhængig palæstinensisk stat, som skulle leve side om side med Israel i fred.

## Koncept og idé
Den overordnede ide bag køreplanen er, at palæstinenserne til gengæld for staten skulle gennemføre demokratiske reformer samt ikke mindst afstå fra at bruge terror. Israel skulle understøtte og acceptere den palæstinensiske regering og stoppe udvidelserne af bosættelser på Gaza-striben samt på Vestbredden.
| Politik | Spire Denne artikel om politik og ideologi er en spire som bør udbygges. Du er velkommen til at hjælpe Wikipedia ved at udvide den. |